# Jeļena Ostapenko
Jeļena Ostapenko (født 8. juni 1997) er en lettisk tennisspiller. Hun har gjort sig bemærket ved at vinde French Open i Paris i 2017.

## Eksterne Henvisninger
- Jeļena Ostapenkos opslag i Munzinger Sportsarchiv (tysk)
- Jeļena Ostapenkos profil på Olympics.com (engelsk)
- Jeļena Ostapenkos profil på Olympic.org (arkiveret) (engelsk)
- Jeļena Ostapenkos profil på Sports-Reference OL-resultater (arkiveret) (engelsk)
- Jeļena Ostapenkos profil på Olympedia (engelsk)
- Jeļena Ostapenkos profil hos Letlands Olympiske Komité (lettisk)
- Jeļena Ostapenkos profil hos WTA Tennis (engelsk)
- Jeļena Ostapenkos profil hos ITF Tennis (engelsk)
- Jeļena Ostapenkos profil hos Fed Cup (engelsk)
- Jeļena Ostapenkos profil hos ITF Tennis (engelsk)